# 股價指數
股價指數（或稱股市指數、股票指數）包含多種股票，是反映市场上組成股票價值的一個數據。它通常被用於展現組成股票的共通特性，例如在同一個证券交易所交易、屬於同一個产业、或有相同的市值。許多指數是由報章或財經期刊編製作為投資組合（例如共同基金）績效評估的基準點。

## 指數種類
股價指數編成方式有很多種。廣基指數（broad-base index）代表整個股票市場的績效，採用選樣的方式反映投資人對經濟現況的敏感度。最常被提及的廣基指數多以包含一個國家最大的的证券交易所裡最具規模的上市公司編製，例如美国道瓊工業指數（Dow Jones Industrial Average）及标准普尔500指数（S&P 500 Index），倫敦金融時報指數（或倫敦金融時報100種股價指數，倫敦金融時報100指數），巴黎券商公會指數（或法國證商公會40種股價指數），德國DAX指數（the German DAX）及日經指數（或日經225指數）。
這樣的概念延伸可涵蓋多於一個交易所。道瓊威爾夏5000指數（Dow Jones Wilshire 5000 Total Stock Market Index）如同它的名字一般，代表了幾乎所有在美國公開交易的公司股票：包括纽约证券交易所所有的股票、大部份在纳斯达克或美国证券交易所的股票。摩根士丹利歐澳遠東指數（The Europe, Australia, and Far East Index，簡稱）則是由摩根士丹利資本國際公司（Morgan Stanley Capital International，簡稱）涵蓋東半球已開發經濟個體的大公司編製。
另外有專門的指數追踨特定市場部門的績效。例如摩根史坦利生物技術指數（Morgan Stanley Biotech Index）是由美國36間生化科技公司組成。其他指數則可追蹤特定規模、特定管理模式或特殊條件公司的績效，如一個由Linux週報（Linux Weekly News）編製的指數，即用來追蹤使用Linux操作系统銷貨或提供勞務的公司股票績效。

## 權重
指數亦可依其計算方式分類。價格加權指數（Price-weighted index），例如道瓊工業指數及紐約證交所科技100指數（NYSE ARCA Tech 100 Index）僅以個別成份股的價格計算指數。因此，雖然可能價格變動對某高單價個股並不屬重大，但卻會顯著影響指數，此外這個指數未考慮整體公司的相對規模。正好相反的是，另一種市值加權（market-value weighted）或資本加權（capitalization-weighted）指數是以公司規模為基礎編製，例如标准普尔500指数、香港恒生指数（Hang Seng Index）及台灣的加權指數，因此大公司的小幅價格波動即會顯著影響指數。另外，市佔加權指數（market-share weighted index），其計算是依股數為基礎加權平均，而非市值。
傳統上，資本或市佔加權指數是以整個市場資本總額或股數總額計算相對比率。但目前許多指數的權重計算已經改變為浮動調整（float-adjusted weighting）。

## 指數與被動投資管理
在近十年來被動投資管理（或稱消極投資管理）基金有加速成長的趨勢。這些基金依據市場指數定價，也就是指数基金。一般宣稱指數基金常態性地擊敗大多數主動投資管理（或稱積極投資管理）的基金；一個研究則指出，隨著時間過去，主動管理的基金平均報酬較S&P 500指數少1.8%。因為指數基金是模仿指數持股比例，相較一般主動管理的基金，所需的投資研究及成本較低，且週轉率較低。
指數也是另一種相關的投資商品的計價基礎，指數股票型證券投資信託基金（又稱指數型股票基金，或簡稱ETF）。與指數基金（index fund）不同的是，指數基金每日計價，而則是連續計價，並且可以買空及賣空。

## 參閱
- 沪深300
- 指数（經濟）
- ETF
- 指数基金
- 道瓊工業指數
- 标准普尔500指数
- 上海证券交易所综合股价指数